# کبک رول
کبک رول (نام علمی: Arborophila rolli) نام یک گونه از سرده کبک‌های تپه است.